# بل‌ساوت

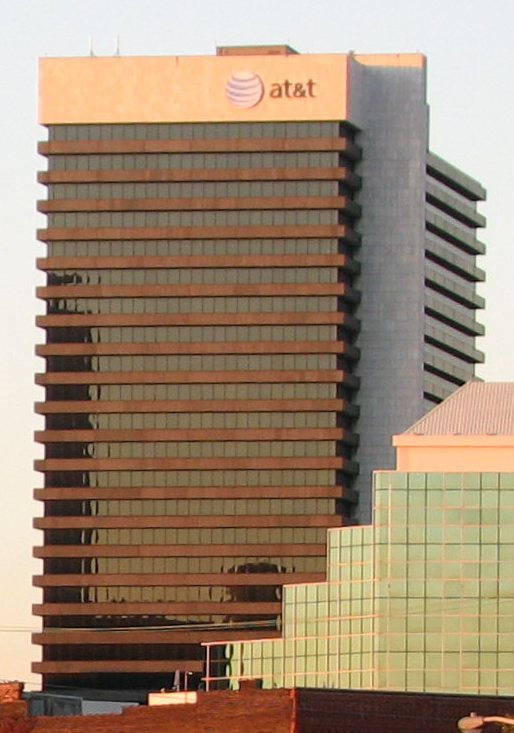
ساختمان مرکزی بل‌ساوت، در آتلانتا

بل‌ساوت، (به انگلیسی: BellSouth) شرکت مخابراتی آمریکایی است، که در زمینه ارائه خطوط تلفن ثابت، مخابرات بی‌سیم، خدمات اینترنتی، پهنای باند و سرویس‌های تلویزیونی فعالیت می‌نماید.
شرکت بل‌ساوت یکی از ۷ شرکت تلفن منطقه‌ای بل بود، که در سال ۱۹۸۴ در پی اعمال فشارهای وزارت دادگستری ایالات متحده آمریکا، از شرکت عامل منطقه‌ای بل تفکیک شد، سپس در دسامبر ۲۰۰۶ شرکت ای‌تی اند تی (بل جنوب‌غربی) این شرکت را به ارزش ۸۶ میلیارد دلار خریداری کرد. بل‌ساوت هم‌اکنون از شرکت‌های تابعه کمپانی ای‌تی اند تی به‌شمار می‌آید.
دفتر مرکزی این شرکت در شهر آتلانتا، جورجیا، ایالات متحده آمریکا قرار دارد شرکت بل‌ساوت دارای شعبه در کشورهای آمریکای لاتین، نیوزیلند و استرالیا نیز می‌باشد.